# Quedius nitipennis
Quedius nitipennis är en skalbaggsart som först beskrevs av Stephens 1833.  Quedius nitipennis ingår i släktet Quedius, och familjen kortvingar. Arten är reproducerande i Sverige.